# Сипчин, Валерий Александрович
Валерий Александрович Сипчин (15 марта 1965) — мастер спорта СССР международного класса по хоккею с мячом, чемпион мира 1989 года..

## Биография
В.А. Сипчин – воспитанник «Динамо». Провёл шесть сезонов в составе «Динамо». Трижды был серебряным призёром чемпионата и один раз бронзовым призёром. 
Участник чемпионата мира 1989 года. В составе сборной СССР стал чемпионом мира. 
В 1989-1991 годах играл в «Зорком» из Красногорска.

## Достижения
– Серебряный призёр чемпионата СССР – 1984, 1987, 1988 

 – Бронзовый призёр чемпионата СССР – 1986 

 – Обладатель Кубка СССР – 1987 

 – Финалист Кубка СССР – 1988 

 – Серебряный призёр зимней Спартакиады народов РСФСР – 1985 

 – Чемпион мира – 1989 